# Târgu Bujor
Târgu Bujor é uma cidade da Roménia com 8.044 habitantes, localizada no judeţ (distrito) de Galaţi.